# Hassan Maleki
Hassan Maleki Mizan (* 4. April 1977) ist ein ehemaliger iranischer Bahn- und Straßenradrennfahrer.
Hassan Maleki wurde im Jahr 2000 Dritter der Gesamtwertung bei der International Presidency Turkey Tour. Zwei Jahre später entschied er zwei Etappen bei der Ägypten-Rundfahrt für sich. In der Saison 2005 fuhr er ein Jahr für das Giant Asia Racing Team und ab 2007 für das iranische Continental Team Islamic Azad Univercity. In seinem ersten Jahr dort gewann er eine Etappe bei der Kerman Tour. 2009 wurde er iranischer Meister im Scratch.

## Erfolge – Straße
2002
- drei Etappen Ägypten-Rundfahrt

2003
- Asiatische Radsportmeisterschaften – Straßenrennen

2007
- eine Etappe Kerman Tour

2008
- eine Etappe Kerman Tour

2011
- Melaka Chief Minister Cup

## Erfolge – Bahn
2009
- Iranischer Meister – Scratch

## Teams
- 2005 Giant Asia Racing Team
- 2007 Islamic Azad Univercity
- 2008 Islamic Azad Univercity
- 2009 Mazan Gaz
- 2011 Suren Cycling Team